# Pałace Augustusburg i Falkenlust w Brühl

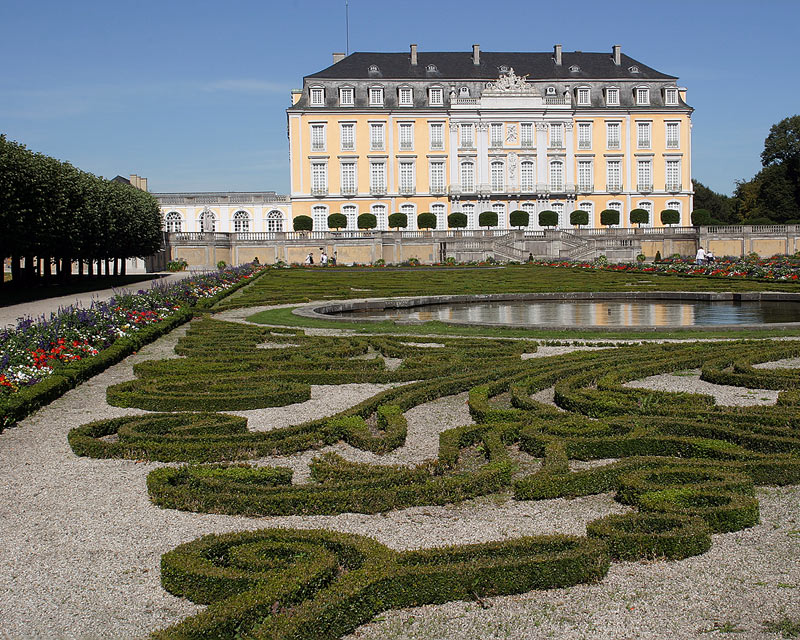
Pałac Augustusburg, widok od strony ogrodu

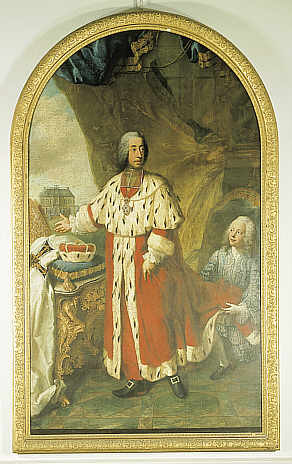
Klemens August Wittelsbach, fundator pałaców, obraz Georges Desmarées, 1746

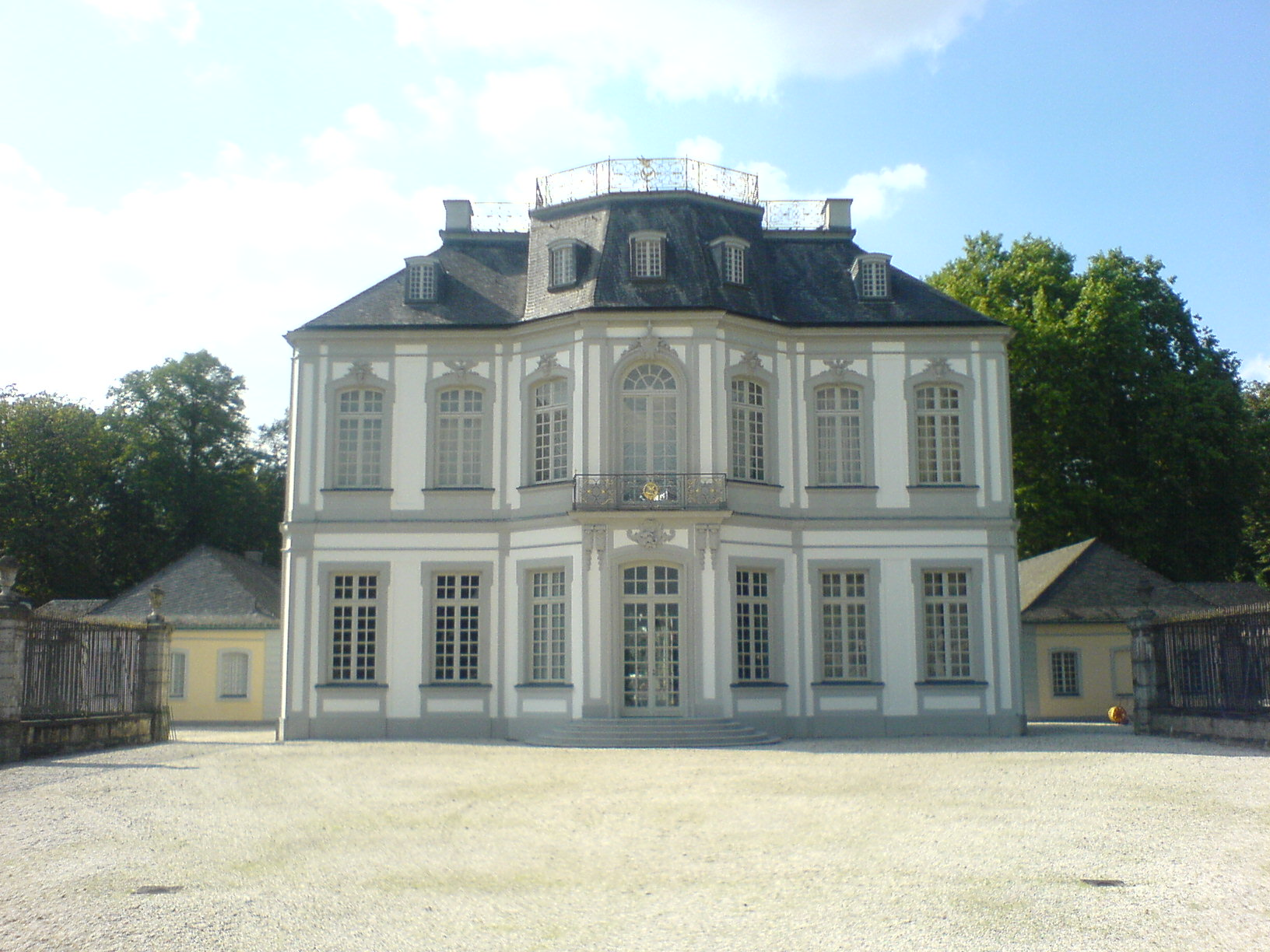
Pałacyk myśliwski Falkenlust

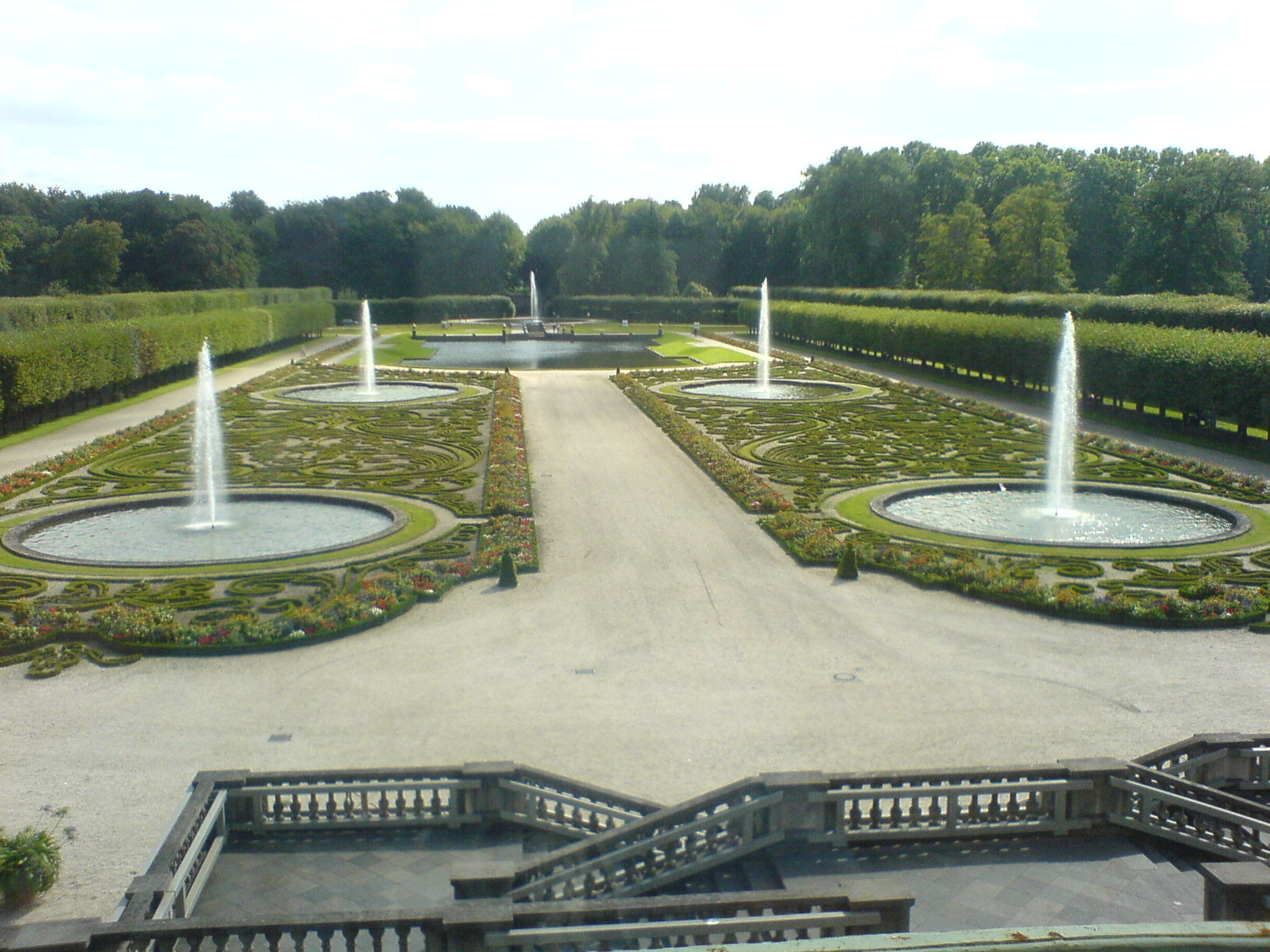
Pałac Augustusburg, park barokowy

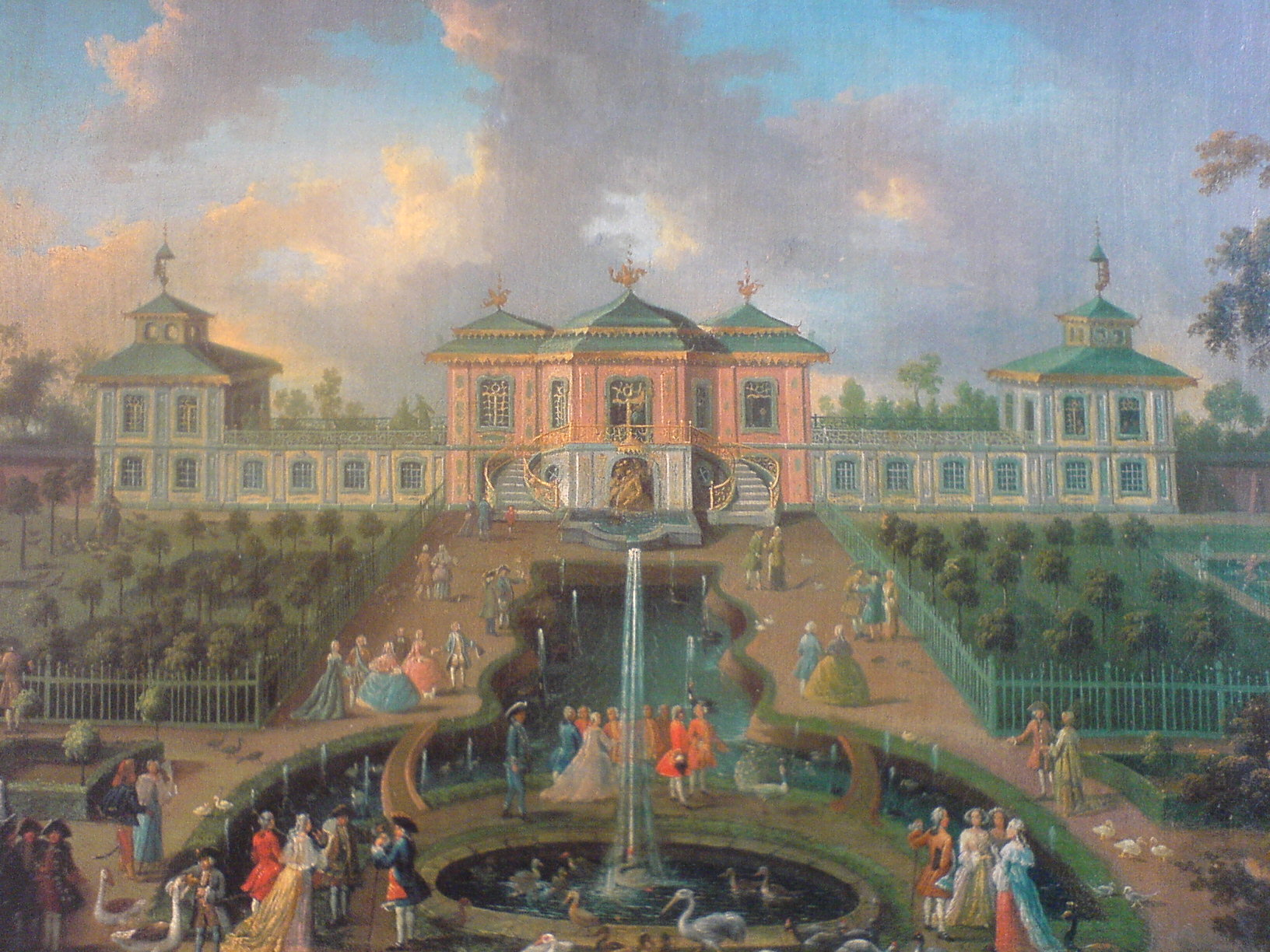
Pałac Augustusburg, pawilon indyjski (1747–1822)

Pałace Augustusburg i Falkenlust – dawne pałace arcybiskupów Kolonii w Brühl w Nadrenii. Jedne z najznamienitszych przykładów architektury baroku i rokoko w Niemczech.
W 1984 roku pałace zostały wpisane na listę dziedzictwa kulturowego UNESCO.

## Położenie
Pałac Augustusburg leży we wschodniej części miasta Brühl, niedaleko Kolonii, jest otoczony przez wielki park pałacowy, w którym znajduje się pałacyk myśliwski Falkenlust.

## Historia
Już w XII w. arcybiskupstwo Kolonii posiadało tu włości. W latach 1284–98 koloński arcybiskup Siegfried von Westerburg (1260–1297) wybudował tu zamek na wodzie, który został wzmocniony za arcybiskupa Walrama von Jülicha (1304–1349). Zamek przetrwał aż do 1689 roku, kiedy to został wysadzony w powietrze przez wojska francuskie.

### Augustusburg
Arcybiskup koloński Klemens August Wittelsbach (1700–1761) wybudował w miejsce zrujnowanego zamku pałac Augustusburg. Prace rozpoczęto w 1725 na podstawie planów westfalskiego architekta Johanna Conrada Schlauna (1695–1773). 
Fundamenty poprzedniego zamku zostały zintegrowane z murami nowego pałacu. Stąd też osie okien w skrzydle bocznym nie są symetryczne, ponieważ szerokość pałacu w tym miejscu odpowiada szerokości dawnego zamku. Asymetria jest bardzo nietypowym elementem jak na owe czasy, ponieważ architektura barokowa opierała się na rozwiązaniach symetrycznych.
Pałac Augustusburg składa się z trzech skrzydeł okalających cour d'honneur (pol. dziedziniec honorowy). Wychodzące na wschód fasady skrzydeł północnego i południowego to jedne z najznamienitszych przykładów sztuki niemieckiego baroku.
Od 1728 dalsze prace budowlane prowadził François de Cuvilliés Starszy (1695–1768), budowniczy dworu bawarskiego, który wykonał fasady oraz pomieszczenia reprezentacyjne w stylu regencji i wczesnego rokoko.
W latach 1740–46 Johann Balthasar Neumann (1687–1753) wykonał klatkę schodową, która uchodzi za jedno z głównych dzieł architektury barokowej w Niemczech.
Prace wykończeniowe prowadził Johann Heinrich Roth (1729–1780). Sala Ogrodowa na pierwszym piętrze jest ozdobiona żółtym i zielonym marmurem, a jej ściany podzielone są pilastrami. Plafon jest dziełem Carlo Carlone (1686–1775).
Carlone wykonał również malowidło sufitowe na klatce schodowej, przedstawiające złote popiersie księcia biskupa Klemensa Augusta. Sztukaterie wykonali Giuseppe Artario, Carlo Pietro Morsegno oraz Joseph Anton Brille. Klatka schodowa ucierpiała znacznie w czasie II wojny. Została odrestaurowana z pomocą polskich konserwatorów.
Na parterze skrzydła południowego znajdowały się apartamenty księcia biskupa, które posiadały bezpośrednie wyjście do ogrodów pałacowych.
W kościele pałacowym, dawnej kaplicy zamkowej (1493), znajduje się ołtarz autorstwa Balthasara Neumanna.
Pałac Augustburg był pomyślany jako rezydencja letnia i myśliwska, przybywano tu 4–6 tygodni w roku. Głównymi rezydencjami biskupów były wtedy pałace w Bonn (niem. Kurfürstliche Schloss i Poppelsdorfer Schloss).
Pod koniec II wojny światowej pałac Augustburg został znacznie zniszczony.
Do 1994 roku prezydent Niemiec przyjmował tu gości państwowych.

### Falkenlust
Pałac myśliwski Falkenlust został zbudowany w latach 1729–37 przez de Cuvilliés Starszego. Wzorem był Amalienburg – pawilon myśliwski letniej rezydencji Wittelsbachów w Nymphenburgu.
Pałac składa się z gmachu właściwego, po którego obu stronach znajdują się niskie przybudówki. Falkenlust, podobnie jak Amalienburg, posiada na dachu taras widokowy, umożliwiający obserwację polowań z sokołami.
W części południowej pałacu znajduje się klatka schodowa ozdobiona holenderskimi kaflami. Malowidło sufitowe przedstawiające polowanie z sokołami jest dziełem Laurenza de la Roque (1695–1742). W jadalni, nad kominkiem, znajduje się naturalnej wielkości portret księcia Karola Albrechta Bawarskiego, brata Klemensa Augusta i późniejszego cesarza Karola VII (1742–45).
W 1730 wzniesiono w parku pałacu Falkenlust małą kaplicę, projektu Petera Laporterie (1702–1785), w kształcie groty, zdobioną muszlami.
W latach 1832–1960 pałac należał do Gieslerów, rodziny przedsiębiorców z Brühl. Obecnym właścicielem jest kraj związkowy Nadrenia-Westfalia.

## Kompleks parkowy
Wokół pałaców rozciąga się ogromny park, otoczony zaroślami. Wbrew ówczesnej modzie, park nie rozpoczyna się przed fasadą główną w kierunku miasta, lecz przy bocznym skrzydle południowym. Plan parku opracował Dominique Girard (1680–1738), uczeń André Le Nôtre'a (1613–1700).
W XIX w. ogród barokowy został przekształcony przez Petera Josepha Lennégo (1789–1866) w ogród angielski. 
Rekonstrukcja oryginalnego ogrodu barokowego jest bardzo trudna z uwagi na brak materiałów historycznych. W latach 1933–35 udało się odtworzyć główną część ogrodu przed fasadą południową. Rekonstrukcja pod kierownictwem Georga Potente (1876–1945) bazowała na planie z 1728. Kolejne prace rekonstrukcyjne podejmowano po II wojnie światowej, w szczególności po 1983.
Park podzielony jest na wiele indywidualnych części. Pod skrzydłem oranżerii znajduje się tzw. Tajemniczy Ogród. W lesie należącym do parku wzniesiono w 1747 egzotyczny pawilon indyjski, rozebrany w 1822.
Ogrody i park pałacowy są częścią Szlaku Sztuki Ogrodowej nad Renem i Mozą.
W 1984 roku pałace zostały wpisane na listę dziedzictwa kulturowego UNESCO.

### Rezerwat przyrody
Na ok. 50 ha parku pałacowego znajduje się rezerwat przyrody, obejmujący kompleks 300-letnich drzew.